# Brown Edge
Brown Edge es una parroquia civil y un pueblo del distrito de Staffordshire Moorlands, en el condado de Staffordshire (Inglaterra).

## Geografía
Según la Oficina Nacional de Estadística británica, Brown Edge tiene una superficie de 6,81 km².

## Demografía
Según el censo de 2001, Brown Edge tenía 2406 habitantes (48,92% varones, 51,08% mujeres) y una densidad de población de 353,3 hab/km². El 15,96% eran menores de 16 años, el 75,94% tenían entre 16 y 74, y el 8,1% eran mayores de 74. La media de edad era de 43,41 años. Del total de habitantes con 16 o más años, el 21,81% estaban solteros, el 60,48% casados, y el 17,71% divorciados o viudos.
El 98,63% de los habitantes eran originarios del Reino Unido. El resto de países europeos englobaban al 0,5% de la población, mientras que el 0,87% había nacido en cualquier otro lugar. Según su grupo étnico, el 99,5% eran blancos, el 0,12% mestizos, el 0,12% asiáticos, el 0,12% negros, y el 0,12% chinos. El cristianismo era profesado por el 85,33% y cualquier otra religión, salvo el budismo, el hinduismo, el judaísmo, el islam y el sijismo, por el 0,12%. El 8,18% no eran religiosos y el 6,36% no marcaron ninguna opción en el censo.
Había 1035 hogares con residentes y 35 vacíos.